# Cá heo sông Araguaia
Cá heo sông Araguaia hay Araguaian boto (Inia araguaiaensis) là một loài cá heo sông được nhận dạng như một loài riêng biệt từ cá heo sông Amazon (Inia geoffrensis) được công bố vào năm 2014. Nó có nguồn gốc ở lưu vực Araguaia - Tocantins của Brazil.

## Phát hiện

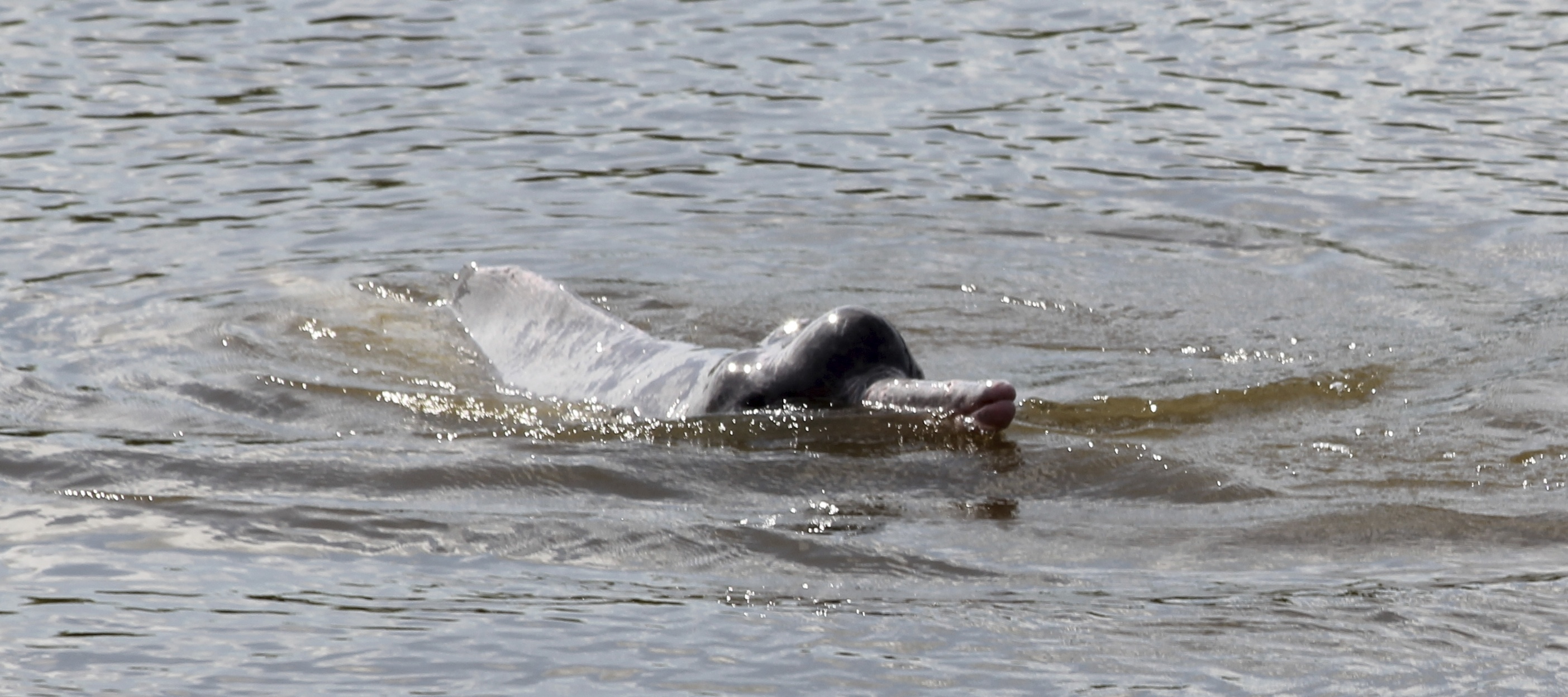
Cá heo sông Araguaia (Inia araguaiensis) ngoi lên bề mặt để thở tại Cantão State Park, Brazil

Công nhận I. araguaiaensis như một loài riêng biệt đã được công bố vào ngày 22 tháng 1 năm 2014. Nó được phân biệt với các thành viên khác của chi Inia trên cơ sở hạt nhân microsatellite và DNA ti thể cũng như sự khác biệt về hình thái hộp sọ (nó thường có một hộp sọ rộng hơn). Đây là loài cá heo sông mới đầu tiên được mô tả từ năm 1918.

## Phân loại
Loài này liên quan chặt chẽ nhất với cá heo sông Amazon (Inia geoffrensis), mà từ đó nó được cho là đã tách ra cách đây 2,08 triệu năm (Ma) trước đây, trên cơ sở so sánh trình tự DNA ti thể. Thác ghềnh lớn ở hạ lưu sông Tocantins (vào dòng chảy sông Araguaia) được cho là đã góp phần cô lập hai loài, vì sông Pará (vào dòng chảy sông Tocantins) kết nối với sông Amazon.
|  | Inia araguaiaensis (Cá heo sông Araguaia) |
|  |                                           |

|  | Inia geoffrensis (Cá heo sông Amazon) |
|  |                                       |

|  | Inia araguaiaensis (Cá heo sông Araguaia) |
|  |                                           |

|  | Inia geoffrensis (Cá heo sông Amazon) |
|  |                                       |

|  | Inia boliviensis (Cá heo sông Bolivia) |
|  |                                        |

|  | Inia araguaiaensis (Cá heo sông Araguaia) |
|  |                                           |

|  | Inia geoffrensis (Cá heo sông Amazon) |
|  |                                       |

|  | Inia araguaiaensis (Cá heo sông Araguaia) |
|  |                                           |

|  | Inia geoffrensis (Cá heo sông Amazon) |
|  |                                       |

|  | Inia boliviensis (Cá heo sông Bolivia) |
|  |                                        |

|  | Inia araguaiaensis (Cá heo sông Araguaia) |
|  |                                           |

|  | Inia geoffrensis (Cá heo sông Amazon) |
|  |                                       |

|  | Inia araguaiaensis (Cá heo sông Araguaia) |
|  |                                           |

|  | Inia geoffrensis (Cá heo sông Amazon) |
|  |                                       |

|  | Inia boliviensis (Cá heo sông Bolivia) |
|  |                                        |

|  | Inia araguaiaensis (Cá heo sông Araguaia) |
|  |                                           |

|  | Inia geoffrensis (Cá heo sông Amazon) |
|  |                                       |

|  | Inia araguaiaensis (Cá heo sông Araguaia) |
|  |                                           |

|  | Inia geoffrensis (Cá heo sông Amazon) |
|  |                                       |

|  | Inia boliviensis (Cá heo sông Bolivia) |
|  |                                        |

|  | Inia araguaiaensis (Cá heo sông Araguaia) |
|  |                                           |

|  | Inia geoffrensis (Cá heo sông Amazon) |
|  |                                       |

|  | Inia araguaiaensis (Cá heo sông Araguaia) |
|  |                                           |

|  | Inia geoffrensis (Cá heo sông Amazon) |
|  |                                       |

|  | Inia boliviensis (Cá heo sông Bolivia) |
|  |                                        |

|  | Inia araguaiaensis (Cá heo sông Araguaia) |
|  |                                           |

|  | Inia geoffrensis (Cá heo sông Amazon) |
|  |                                       |

|  | Inia araguaiaensis (Cá heo sông Araguaia) |
|  |                                           |

|  | Inia geoffrensis (Cá heo sông Amazon) |
|  |                                       |

|  | Inia boliviensis (Cá heo sông Bolivia) |
|  |                                        |

|  | Inia araguaiaensis (Cá heo sông Araguaia) |
|  |                                           |

|  | Inia geoffrensis (Cá heo sông Amazon) |
|  |                                       |

|  | Inia araguaiaensis (Cá heo sông Araguaia) |
|  |                                           |

|  | Inia geoffrensis (Cá heo sông Amazon) |
|  |                                       |

|  | Inia boliviensis (Cá heo sông Bolivia) |
|  |                                        |

|  | Inia araguaiaensis (Cá heo sông Araguaia) |
|  |                                           |

|  | Inia geoffrensis (Cá heo sông Amazon) |
|  |                                       |

|  | Inia araguaiaensis (Cá heo sông Araguaia) |
|  |                                           |

|  | Inia geoffrensis (Cá heo sông Amazon) |
|  |                                       |

|  | Inia boliviensis (Cá heo sông Bolivia) |
|  |                                        |

Thời gian dự kiến của sự phân chia với I. boliviensis, P. blainvillei và L. vexillifer là 2,9; 12,0 và 16,2 triệu năm trước, tương ứng theo thứ tự.